# Karl Borsch
Mons. Karl Borsch (* 1. srpna 1959, Krefeld) je německý římskokatolický duchovní a pomocný biskup cášský.

## Život
Narodil se 1. srpna 1959 v Krefeldu. 
Studoval na Gymnasium Thomaeum v Kempenu a následně právo v Bonnu. Roku 1985 nastoupul na fakultu teologie a filozofie Sankt Georgen ve Frankfurtu nad Mohanem. Dne 26. září 1992 byl vysvěcen na kněze a inkardinován do cášské diecéze.
Po vysvěcení se stal kaplanem ve farnostech svaté Brigidy, svatého Dionysia a svatého Leonarda v Hückelhovenu. Dne 1. října 1996 byl jmenován biskupským kaplanem a sekretářem. 
Od 1. října 2002 do 31. března 2004 byl ředitelem teologického konviktu. Od 1. ledna 2003 byl členem kněžské rady.
Dne 21. listopadu 2003 jej papež Jan Pavel II. jmenoval titulárním biskupem z Crepeduly a pomocným biskupem cášským.  Biskupské svěcení přijal 17. ledna 2004 z rukou biskupa Heinricha Mussinghoffa a spolusvětiteli byli biskup Gerd Dicke a biskup Karl Reger.
Od 8. prosince 2015 do 23. září 2016 byl apoštolským administrátorem cášské diecéze.